# Relações entre Cuba e Venezuela
As relações entre Cuba e Venezuela são as relações diplomáticas estabelecidas entre a República de Cuba e a República Bolivariana da Venezuela. Cuba mantém uma embaixada em Caracas e a Venezuela mantém uma embaixada em Havana.
As relações entre ambos países foram estabelecidas em 1902 e melhoraram significativamente durante a presidência de Hugo Chávez. Chávez formou uma grande aliança com o então presidente cubano Fidel Castro e uma significativa relação comercial com Cuba desde a sua eleição em 1998. O relacionamento caloroso entre os dois países continuou a se intensificar.  Depois de décadas de dominação estadunidense no Caribe,  vários governos da região começaram a rejeitar os Estados Unidos como "caminho do capitalismo" durante o início do século XXI. Hugo Chávez descreveu Castro como seu mentor  e chamou Cuba de "uma democracia revolucionária". 
A relação bilateral inclui ajuda ao desenvolvimento, empreendimentos conjuntos, grandes transações financeiras, troca de recursos energéticos e tecnologia da informação, e cooperação nas áreas de serviço de inteligência e militares. Uma característica da relação Cuba-Venezuela é que ambas as nações estão trocando bens entre si, que são de baixo custo para o país de origem, mas de grande significado para o país receptor.
Em 1961, a Venezuela rompeu relações com Cuba e tornou-se um dos promotores da exclusão da ilha da OEA, que se materializou em janeiro de 1962.

## Visão no exterior
O jornalista e cientista político americano Michael Radu, em seu livro "Dilemmas of Democracy & Dictatorship" (dilemas da democracia e da ditadura, em tradução livre), expressou uma visão negativa sobre essas relações bilaterais, afirmando que "a maioria das políticas de Chávez é distintamente antidemocrática, muitas vezes inconstitucional e geralmente antiamericana e pró-Castro". O jornalista americano e um adepto do neoconservadorismo Frank Gaffney, que é o fundador da organização neoconservadora Center for Security Policy, expressou uma visão negativa semelhante no livro War Footingonde (Pé de guerra, em tradução livre), tendo escrito: "Chávez representa o que Castro sempre quis ser: o líder de uma revolução que se estende muito além de seu próprio território. Castro ajudou Chávez a aprender a minar e desestabilizar as democracias liberais em toda a região, usando os métodos testados de política de Castro. Castro tem décadas de experiência; Chávez tem dinheiro e poder. É uma parceria com Chávez no comando".
O governo federal americano manteve a opinião de que Chávez e Castro estavam tentando minar a democracia no Caribe, durante seus respectivos governos, e retratou por décadas Chávez como uma ameaça à segurança nacional. Críticos dizem que Chávez, durante seu governo, usou as vendas de petróleo em termos preferenciais para aumentar sua influência política no Caribe. Instituições americanas criticaram Hugo Chávez por manter relações amistosas com Cuba, que é um oponente de longa data dos Estados Unidos. Em janeiro de 2005, a então secretária de Estado dos Estados Unidos, Condoleezza Rice, chamou Cuba de "posto avançado da tirania" e Chávez de "força negativa" na América Latina. Chávez também foi criticado pelos oponentes com base em que ele estava tentando estabelecer um governo autoritário (ditatorial) ao estilo de Cuba.
Na contramão, a visão dos EUA sobre o tema também foi criticada. Irum Abbasi, pesquisadora do Instituto de Estudos Estratégicos em Islamabad, escreveu: "Para os EUA, a verdadeira questão nunca foi os direitos humanos, mas o sucesso dos regimes pró-americanos na região, o que é comprovado pelo fato de que o país tende a ignorar aqueles violações dos direitos humanos perpetradas por regimes pró-EUA". Ela afirmou que os Estados Unidos criticaram Cuba e Venezuela por violações dos direitos humanos, mas muitas vezes toleraram e até apoiaram regimes que violavam os direitos humanos, mas eram anticomunistas. A historiadora Jane Franklin em um artigo intitulado "Who's Afraid Of Venezuela-Cuba Alliance?" (Quem tem medo da aliança entre Venezuela e Cuba, em tradução livre) deu o exemplo de que, em 1952, os Estados Unidos apoiaram um golpe que instalou Fulgencio Batista como ditador de Cuba e escreve: "A derrubada dos governos eleitos pelos EUA não é novidade, como demonstrado no Brasil, Chile, República Dominicana e Haiti, para citar alguns", Franklin destacou  que Cuba é bem desenvolvida na área da saúde e já foi a única nação da América Latina a oferecer assistência médica universal gratuita e, com a ajuda de Cuba, a Venezuela conseguiu oferecer assistência médica gratuita a muitos de seus cidadãos; portanto, os dois países respeitam os cuidados de saúde como um direito humano básico. Ela também afirmou que durante o governo Bush, os EUA a mídia aumentaram seu ataque contra Chávez e Castro.
O jornalista e historiador britânico Richard Gott em seu livro Hugo Chávez and the Bolivarian Revolution (Hugo Chávez e a Revolução Bolivariana, em tradução livre) descreveu os Estados Unidos como "o principal poder imperial na região e o campeão da filosofia neoliberal" e disse que Chávez e Castro direcionaram sua retórica contra essa política dos EUA. O historiador britânico-paquistanês, cineasta e ativista político Tariq Ali, em uma carta ao The Guardian escreveu: "O governo dos EUA não tem autoridade moral para se eleger como juiz dos direitos humanos em Cuba, onde não houve um único caso de desaparecimento, tortura ou execução extrajudicial desde 1959 e onde, apesar do bloqueio econômico, há níveis de saúde, educação e cultura reconhecidos internacionalmente".Irum Abassi observou que os recentes resultados das eleições durante a década de 2000 em vários países latino-americanos indicam uma tendência à política de esquerda, que ela analisa um resultado da raiva pública sobre o neoliberalismo.